# Sistema delle aree protette della fascia fluviale del Po
Il sistema delle aree protette della fascia fluviale del Po, istituito con legge regionale n.28 del 17 aprile 1990, si suddivide in tre tratte e si riferisce alle seguenti aree naturali protette che a loro volta ricomprendono alcune riserve:
- Parco del Po Torinese, gestito dall'Ente di gestione delle aree protette del Po e della collina torinese
- Parco del Po Cuneese gestito dall'Ente di gestione delle aree protette del Po cuneese
- Parco fluviale del Po e dell'Orba gestito dall'Ente di gestione delle aree protette della fascia fluviale del Po tratto vercellese/alessandrino[1]
  - Riserva speciale della palude di San Genuario
  - Riserva naturale speciale Fontana Gigante
  - Riserva naturale speciale Ghiaia Grande
  - Area attrezzata Sponde fluviali di Casale Monferrato
  - Riserva naturale speciale Confluenza del Sesia e del Grana
  - Riserva naturale integrale Garzaia di Valenza
  - Riserva naturale speciale Boscone
  - Riserva naturale speciale Confluenza del Tanaro
  - Riserva naturale speciale Torrente Orba